# Territ de tres dits

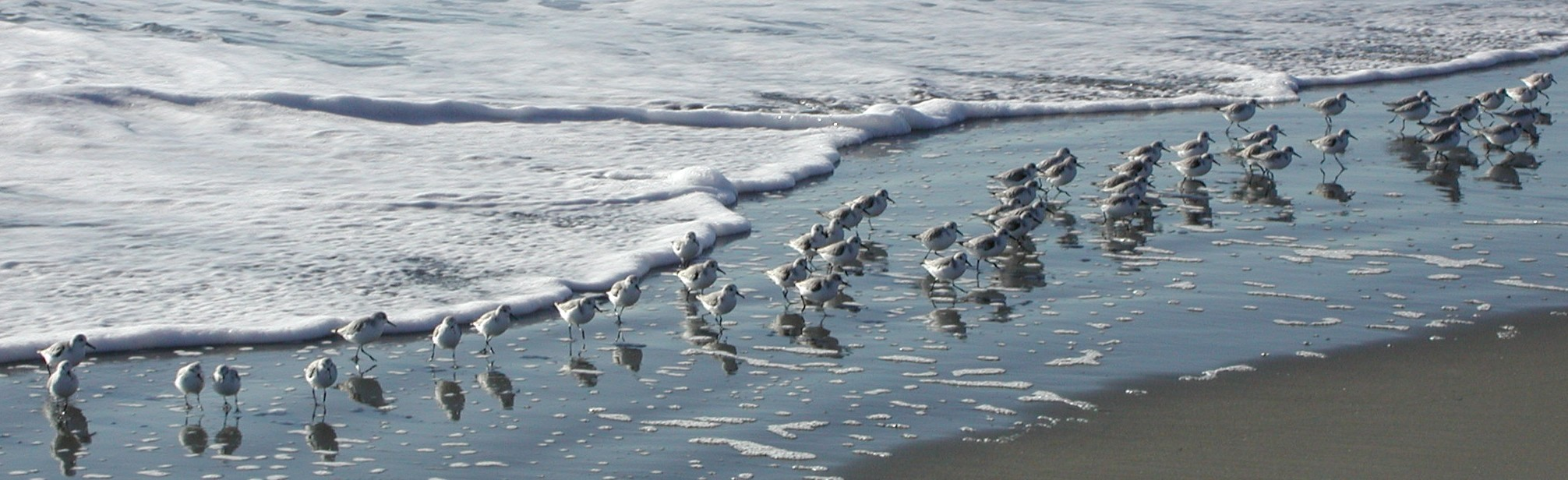
Estol de territs de tres dits a una platja de l'Estat de Washington (Estats Units).

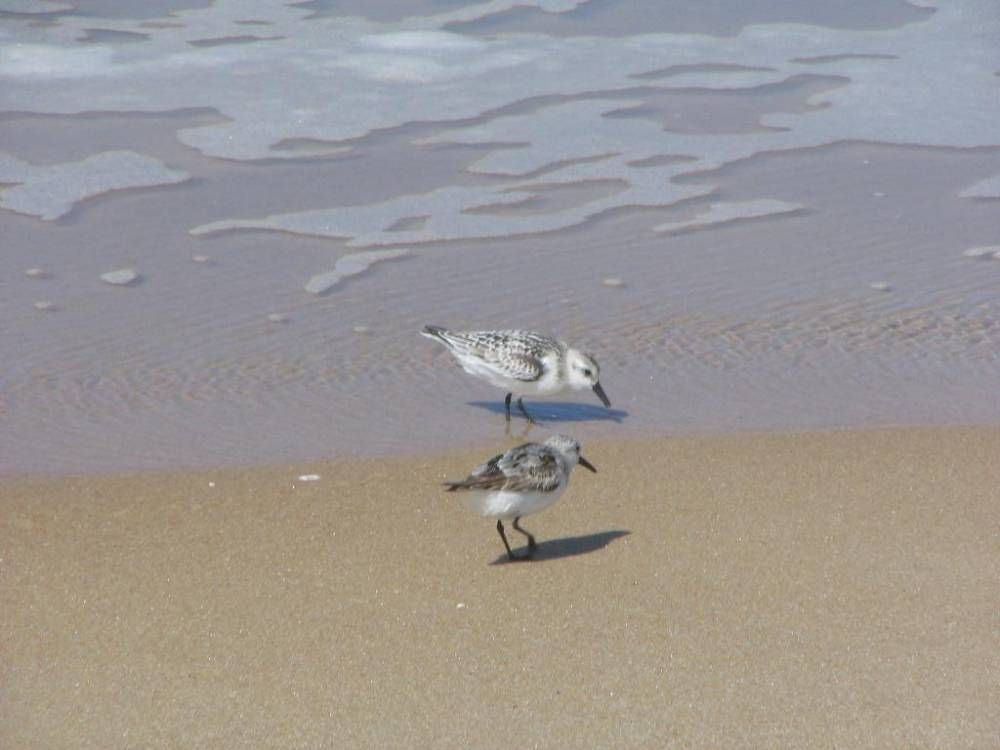
Una parella de territs de tres dits alimentant-se.

El territ de tres dits, territ tresdits, o, a les Illes Balears, corriol tresdits o tres-dits (Calidris alba) és un ocell limícola de l'ordre dels caradriformes i de la família dels escolopàcids, característic per la manca de dit superior.

## Morfologia
- Fa 19-20 cm de llargada.
- Cos rabassut i rodanxó.
- Color roig viu tacat de negre, de gris i de blanc, amb el ventre blanc. A l'hivern, és de color gris molt pàl·lid amb el ventre blanc. A l'hivern, també destaca, sobre el fons clar, una taca negra allà on les ales s'uneixen amb el cos.
- Potes molt fosques i proveïdes de tres dits.
- Bec curt, robust i recte.[1]

## Reproducció
Cria a l'Àrtida a la primavera. Pon 3-4 ous.

## Alimentació
Menja petits crancs i invertebrats.

## Distribució territorial
Habita les regions àrtiques i hiverna a les platges sorrenques de Sud-amèrica, l'Europa mediterrània, Àfrica i Austràlia. És comú, però escàs, a l'hivern, als Països Catalans (tan sols al Delta de l'Ebre la població té una certa estabilitat).

## Costums
Normalment se'l pot distingir, molt actiu, quan corre nerviosament vora les onades a les platges, al compàs constant que aquestes marquen d'anar i vindre, perquè hi cerca els crustacis, mol·luscs i cucs marins que queden al descobert sobre la sorra. De vegades, pot aparèixer a l'interior, a les ribes dels tolls d'aigua dolça.
És molt gregari a l'hivern i forma estols molt nombrosos.